# Cédric Beullens
Cédric Beullens (ur. 27 stycznia 1997 w Onze-Lieve-Vrouw-Waver) – belgijski kolarz szosowy.

## Osiągnięcia
Opracowano na podstawie:

2015
- 1. miejsce w Keizer der Juniores
  - 1. miejsce na 2. etapie

2016
- 3. miejsce w mistrzostwach Belgii (jazda drużynowa na czas)

2018
- 2. miejsce w mistrzostwach Belgii (jazda drużynowa na czas)

2019
- 2. miejsce w Ronde van Vlaanderen U23

## Rankingi
| Rok             | 2017  | 2018  | 2019 | 2020 | 2021 | 2022 | 2023 | 2024 |
| --------------- | ----- | ----- | ---- | ---- | ---- | ---- | ---- | ---- |
| World Ranking   | 2623. | 2225. | 846. | 642. | 630. | 432. | 239. | 730. |
| UCI Europe Tour | 1751. | 1486. | 615. | 522. | 505. | 346. | -    | -    |
|                 |       |       |      |      |      |      |      |      |
| Źródło: UCI     |       |       |      |      |      |      |      |      |